# Asz-Szanfara
Asz-Szanfara – poeta arabski, żyjący w VI wieku.
Wygnany z plemienia, należał do tzw. "poetów-wagabundów".
Autor kasydy "Lamijat al-Arab", która została przetłumaczona na wiele języków. W literaturze polskiej znana w przekładzie Spitznagela oraz z parafraz Mickiewicza i Słowackiego "Szanfary".
Asz-Szanfara napisał również zbiór poetycki (tzw. dywan), w którym opisywał życie na pustyni. W Polsce przekłady niektórych utworów z tego zbioru znalazły się w antologii "Poezja arabska: wiek VI-XIII" w 1997.